# Jordan Letjkov
Jordan Letjkov (på bulgarsk: Йордан Лечков) (født 9. juli 1967 i Straldzha, Bulgarien) er en tidligere bulgarsk fodboldspiller, der spillede som midtbanespiller hos flere europæiske klubber, samt for Bulgariens landshold. Af hans klubber kan blandt andet nævnes CSKA Sofia i hjemlandet, Hamburger SV i Tyskland samt franske Olympique Marseille.
Hans klubkarriere hæmmedes dog i en vis grad af hans til tider svingende humør samt temperament, der somme tider bragte ham i kontroverser med træner eller klubkammerater (bl.a. også med hans temperamentsfulde danske klubkammerat Stig Tøfting).
Hans præstationer på klubniveau overgås da så afgjort også af hans præstationer på det bulgarske landshold.

## Landshold
Letjkov spillede i årene mellem 1989 og 1998 45 kampe for Bulgariens landshold, hvori han scorede fem mål. Han deltog blandt andet ved både VM i 1994 og EM i 1996, hvor han i førstnævnte som absolut nøglespiller var med til at føre holdet helt frem til semifinalerne – denne 4.plads er Bulgariens fornemmeste præstation nogensinde ved en VM-slutrunde.
I kvartfinalen mod Tyskland, hvor bulgarerne ellers var kommet bagud 1-0, scorede Letjkov sejrsmålet, der gav en sensationel sejr på 2-1.
Efter VM-slutrunden udtalte hans krukkede landsmand, Hristo Stoichkov, der ellers ikke havde let til ros overfor sine medspillere, at uden Yordan var Bulgarien ikke engang kommet videre fra gruppespillet.

## Politik
Efter at have indstillet sin fodboldkarriere blev Letjkov aktiv i bulgarsk politik, og var blandt andet borgmester i sin hjemby Sliven fra 2003 til 2010.
Derudover har Letjkov siden 2005 været vicepræsident for det bulgarske fodboldforbund, og har desuden klaret sig flot som forretningsmand, bl.a. hotelejer.